# Commission électorale centrale (Espagne)
Pour les articles homonymes, voir Commission électorale centrale.
La Commission électorale centrale (en espagnol : Junta Electoral Central) est, en Espagne, l'organe du pouvoir chargée de préparer et superviser les élections nationales, régionales et municipales.
Fondée en 1985, elle est composée de quinze membres dont huit juges du Tribunal suprême, cinq professeurs de droit ou de sciences politiques et de sociologie en exercice, un secrétaire et du directeur de l'Institut national de la statistique qui a voix consultative. 